# Політична участь
Політична участь — дії, що вживаються соціальною спільністю, окремими громадянами і які мають за мету вплинути на державну політику, управління державними справами або на вибір політичних лідерів на будь-якому рівні політичної влади, місцевому чи загальнонаціональному.
Розрізняють пасивну (участь у голосуванні на виборах і референдумах; право бути обраним у суспільні виборні органи) та активну політичну участь. Активна політична участь полягає у формулюванні урядової політики та її здійснення, а також участь в управлінні державою, займання різноманітних посад на різних рівнях керування, участь в діяльності неурядових організацій і асоціацій, пов'язаних із суспільним і політичним життям країни.
Сучасний політичний процес характеризується великим різноманіттям видів та форм політичної участі; зокрема, в демократичних суспільствах домінують автономна, конвенційна, ортодоксальна участь, але окремі елементи інших видів тут також присутні й виявляються у відповідних обставинах. Засоби політичної участі, їх інтенсивність та наслідки виявляють перш за все процесуально-функціональні властивості політичної системи даного суспільства, особливості його політичної культури.
Історія людства доводить, що всі досить помітні політичні зрушення супроводжуються і, водночас, спричинюються прагненням раніше пригнічених груп і верств отримати доступ до політичної влади, до участі в державному управлінні. Становлення і занепад багатьох політичних утворень, життєздатність одних політичних феноменів, інститутів і нежиттєздатність інших, політична стабільність і нестабільність, війни, революції та інші політичні конфлікти тощо отримують глибинне пояснення завдяки розгляду саме політичної участі.

## Види політичної участі
До найбільш розповсюджених видів політичної участі можна віднести:
- дії по делегуванню політичних повноважень (електоральна поведінка);
- активістську діяльність, яка спрямована на підтримку кандидатів і партій у виборчих компаніях;
- професійну політичну діяльність як публічних політиків, так і осіб, що фахово забезпечують реалізацію політико-державних функцій;
- відвідування мітингів, політичних зборів та участь в демонстраціях;
- участь в діяльності партій, політичних рухів і груп інтересів.
Суб'єктами політичної участі виступають — індивіди; соціальні групи і верстви; культурно-професійні, етнонаціональні, конфесіональні та політично згуртовані спільності; всі дорослі громадяни державно -організованих суспільств; врешті, міжнародні спільноти (наприклад, під час виборів у Європарламент). Вони безпосередньо чи будь-яким іншим чином залучені до вироблення і реалізації політичного курсу держав, політико-управлінських рішень, до рекрутування політико-посадових осіб та впливу на їх діяльність.
Політична участь характеризується багатоманітністю; це явище із захопленням класифікують політологи. За масштабами участь здійснюється на рівні місцевої, регіональної, державної чи міжнародної політики. Згідно сили політичного впливу участь поділяють на пряму (безпосередню) чи опосередковану, загальну і обмежену. Відповідно до системи використаних політичних засобів виокремлюють мирні та насильницькі, добровільні та примусові, традиційні й інноваційні, легітимні та нелегітимні, законі (легальні) і протиправні (нелегальні) різновиди політичної участі.
За ступенем активності політичну участь поділяють на пасивну і активну. Дані типи участі можливо сполучити ще з двома параметрами: припустимі та неприпустимі форми політичної участі. Політична активність класифікується також на конвенціальну, тобто легальну, регламентовану законом політичну участь та неконвенціальну — незаконні види участі /демонстрації, пікети, мітинги.

## Різновиди політичної участі
Політичну участь можна також поділити на такі різновиди:
- автономна участь – це добровільна політична діяльність людей, які переслідують особисті чи групові інтереси;
- мобілізована участь – має примусовий характер, її стимулами є адміністративний примус, страх, сила традиції тощо. Як правило, мобілізована участь спрямована на підтримку політичної системи; її метою є демонстрація відданості правлячій еліті, “всенародної єдності” і схвалення чинної політичної лінії. Такий тип участі домінує в автократіях (тоталітарних і авторитарних режимах);
- “ангажована” участь – характеризує цілеспрямовану на реалізацію групових інтересів (партій, руху, лобі, політичної “команди”) політичну поведінку, яка є цілком усвідомленою, спланованою та, здебільше, професійною. Ангажовану позицію посідають природно всі партійні лідери та помітні партійні діячі, практично всі відомі публічні політики є безпосередньо чи приховано “ангажованими” впливовими політичними силами; абсолютна більшість засобів масової інформації також “ангажована” певними політичними групами, організаціями чи державою.

## Функції політичної участі
Політична участь виконує певні соціальні функції: 
1) відображення, узгодження і реалізація різних інтересів та вимог; 
2) відбір політиків та управлінців; 
3) рекрутування і просування по службі (політичній кар’єрі) публічних політиків та управлінців (“політичних адміністраторів”); 
4) залучення населення до вироблення і реалізації політичних рішень; 
5) політична соціалізація; 
6) упередження та розв’язання конфліктів; 
7) боротьба з бюрократизмом і скасування відчуження громадян від політики та управління.
Завдяки цим функціям, політичну участь населення визнано в числі головних прав людини, які отримали міжнародно-правове визнання. Так, ст.25 Міжнародного пакту про громадянські і політичні права (Рез. 2200(ХХІ) ГА ООН від 16 грудня 1966 р.) містить наступні положення: “Кожен громадянин повинен мати без якої б то ні було дискримінації право і можливості: а) брати участь у веденні державних справ як безпосередньо, так і через посередництво вільно обраних представників; б) голосувати і бути обраним на дійсно періодичних виборах, які здійснюються на засадах загального і рівного виборчого права при таємному голосуванні та забезпеченні вільного волевиявлення виборців; в) мати доступ у своїй країні на загальних умовах рівності до державної служби”.